# 梅春
梅春（うめはる、生没年不詳）とは、江戸時代の大坂の浮世絵師。

## 来歴
大坂の人、梅春と称して文政末期に役者絵を残す。

## 作品
- 「新羅三郎義光・澤村源之助」　大判錦絵　※文政11年（1828年）、大坂若太夫芝居『奥州安達原』より
- 「谷五郎・嵐橘三郎　宇治常悦・中村歌右ヱ門」　中判錦絵2枚続　池田文庫所蔵　※文政12年5月、京都北側芝居『碁太平記白石噺』より